# Zonneral
De zonneral (Eurypyga helias) is een vogelsoort uit de monotypische familie Eurypygidae die tot de orde Eurypygiformes gerekend wordt. De familie telt één soort.

## Taxonomie
De vogel lijkt een beetje op een reiger of een kraanvogel. Het DNA-onderzoek van Hackett et al. (2008) biedt echter een heel andere blik op de verwantschap van dit dier. Het blijkt vrij nauw verwant aan de kagoe maar niet aan de andere groepen die traditioneel tot de kraanvogelachtigen gerekend worden. In plaats daarvan vormen zonneral en kagoe een zustergroep van de nachtzwaluwen, gierzwaluwen en kolibries.

## Kenmerken
Deze sierlijke vogel is 43 tot 48 cm lang en 200 gram zwaar. Hij heeft een lange snavel en rode ogen.

## Leefwijze
Het is een zeer schuwe vogel, die alleen of in paren leeft. Het voedsel bestaat uit kleine waterdiertjes, vissen en insecten, die hij in ondiep water wadend besluipt en met een snelle uitval aan de snavel spietst. Hij voert dansen uit en baltst in een dreigende houding met gespreide (bruingrijs met zwart getekende) vleugels en staart.

## Voortplanting
Mannetje en wijfje bouwen het grote nest, dat een halfronde ingang heeft. De twee à drie jongen zijn bij het uitkomen al vrij ver ontwikkeld.
Het nest bevindt zich in een boom of struik en er worden 2 of 3 eieren gelegd. Beide ouders bebroeden de eieren, die na ongeveer 28 dagen uitkomen. De jongen blijven minstens 3 weken op het nest en worden daar door beide ouders gevoerd.

## Verspreiding en leefgebied
De zonneral komt voor in Midden- en Zuid-Amerika van Guatemala tot in Brazilië. Voor de eeuwwisseling waren er ook waarnemingen uit het zuiden van Mexico (Chiapas). Het is een vogel van regenwoud met wat ondergroei, vaak in de buurt van rivieren en beken.
Er worden binnen dit verspreidingsgebied drie ondersoorten onderscheiden:
- E. h. helias De nominaat leeft oostelijk van de Andes in de regenwouden van het stroomgebied van de Orinoco en in het Amazonebekken.
- E. h. major is een zonneralondersoort uit Midden- en Zuid-Amerika die voorkomt op grotere hoogtes tot in Ecuador.
- E. h. meridionalis Deze ondersoort komt voor in Zuid- en Midden-Peru in subtropische midden- en hooggebergte tussen de 800-1830 m boven de zeespiegel.

De zonneral heeft een ruim verspreidingsgebied en daardoor alleen al is de kans op uitsterven uiterst gering. De grootte van de wereldpopulatie  geschat op 0,5 tot 5 miljoen individuen. Er is aanleiding te veronderstellen dat de soort in aantal achteruitgaat. Echter, het tempo ligt onder de 30% in tien jaar (minder dan 3,5% per jaar). Daarom staat de zonneral als niet bedreigd op de Rode Lijst van de IUCN.

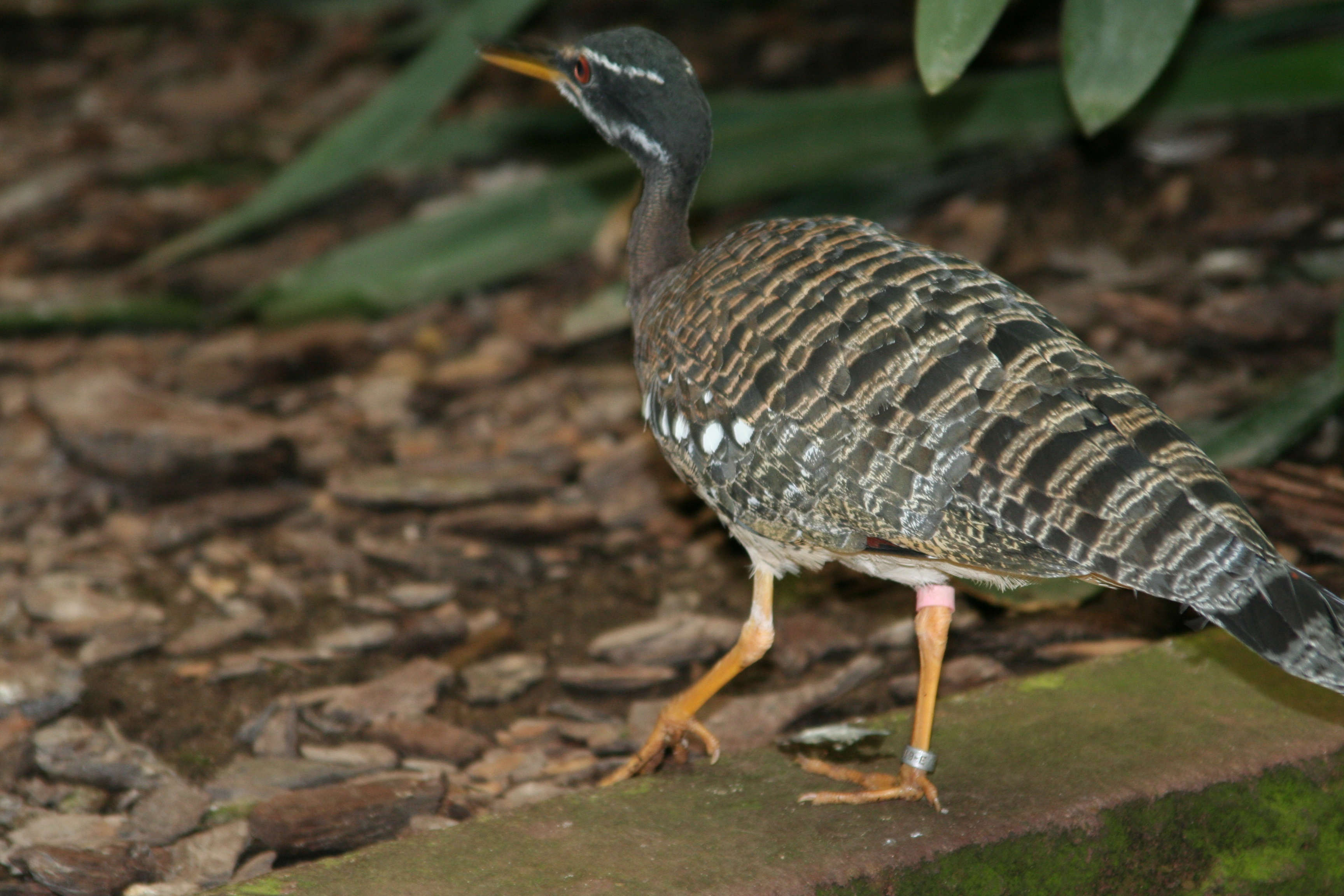
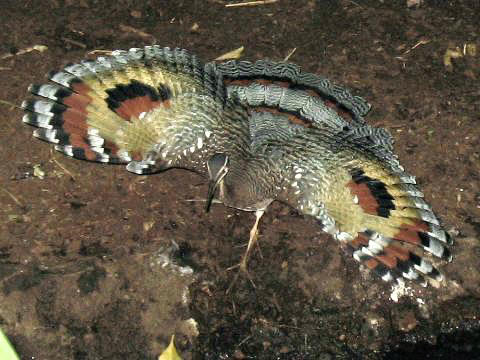
Als de zonneral zijn vleugel spreidt wordt een opvallend patroon zichtbaar.